# Diplazium expansum
Diplazium expansum là một loài thực vật có mạch trong họ Woodsiaceae. Loài này được Willd. miêu tả khoa học đầu tiên năm 1810.